# Municipio 9 (condado de Morris)
El municipio 9 (en inglés: Township 9) es un municipio ubicado en el condado de Morris en el estado estadounidense de Kansas. En el año 2010 tenía una población de 307 habitantes y una densidad poblacional de 1,52 personas por km².

## Geografía
El municipio 9 se encuentra ubicado en las coordenadas 38°37′5″N 96°39′37″O / 38.61806, -96.66028. Según la Oficina del Censo de los Estados Unidos, el municipio tiene una superficie total de 202.24 km², de la cual 201.57 km² corresponden a tierra firme y (0.33%) 0.67 km² es agua.

## Demografía
Según el censo de 2010, había 307 personas residiendo en el municipio 9. La densidad de población era de 1,52 hab./km². De los 307 habitantes del municipio 9, el 90.88% blancos, el 1.3% eran afroamericanos, el 0.65% eran amerindios, el 0.65% eran asiáticos, el 1.95% eran de otras razas y el 4.56% pertenecían a dos o más razas. Del total de la población el 3.58% eran hispanos o latinos de cualquier raza.